# Ґрабовець (Браневський повіт)
Ґрабовець (пол. Grabowiec, нім. Schönwalde) — село в Польщі, у гміні Лельково Браневського повіту Вармінсько-Мазурського воєводства.
Населення — 106 осіб (2011).
У 1975-1998 роках село належало до Ельблонзького воєводства.

## Демографія
Демографічна структура станом на 31 березня 2011 року:
|          | Загалом | Допрацездатний вік | Працездатний вік | Постпрацездатний вік |
| -------- | ------- | ------------------ | ---------------- | -------------------- |
| Чоловіки | 54      | 16                 | 36               | 2                    |
| Жінки    | 52      | 15                 | 29               | 8                    |
| Разом    | 106     | 31                 | 65               | 10                   |